# Joseph Dominique Aldebert de Chambrun
Ne doit pas être confondu avec Aldebert de Chambrun.
Aldebert de Chambrun (Joseph, Dominique, Aldebert Pineton de Chambrun) né le 19 novembre 1821 à Saint-Chély, mort le 6 février 1899 à Nice, est un haut fonctionnaire et homme politique français.

## Biographie

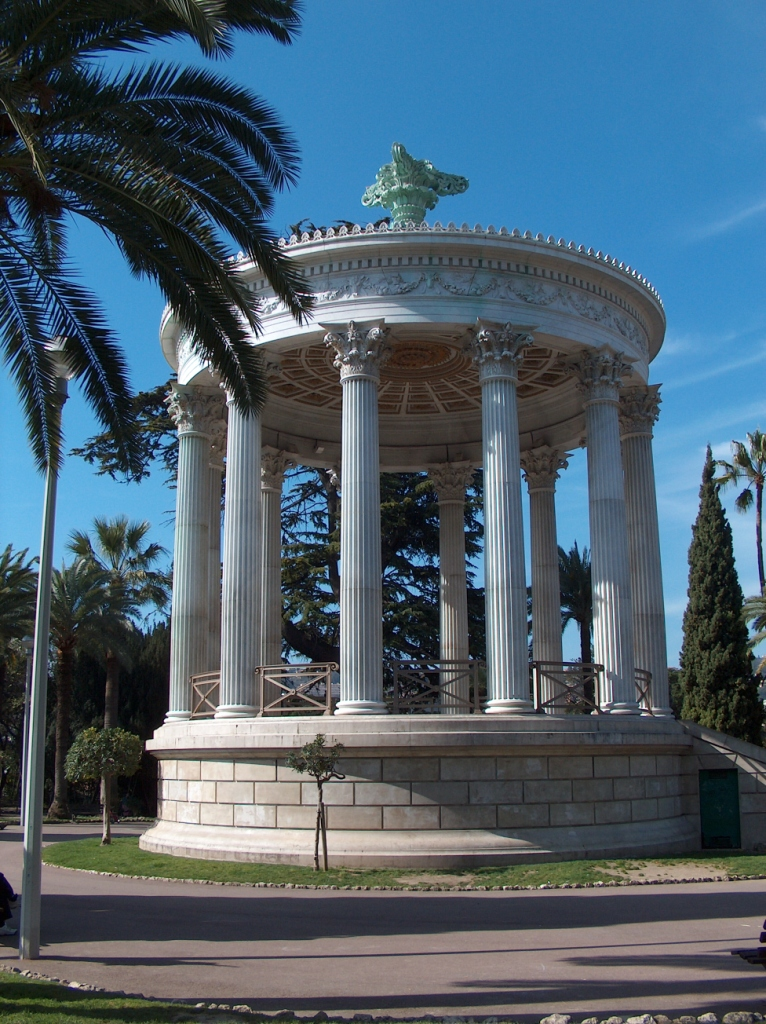
Le Temple de l’Amour construit au sein du parc Chambrun de Nice.

Après des études de droit, il est en 1850 sous-préfet de Toulon, puis, en 1851 sous-préfet de Saint-Étienne. Il se rallie à l’Empire et devient préfet du Jura (département), poste qu’il quitte en 1854.
En 1853, il épouse mademoiselle Godard-Desmarest (1826-27 juillet 1891 Paris), la riche héritière des cristalleries de Baccarat et fait don aux églises de Lozère de lustres en cristal.
Il est député de Lozère de 1857 à 1871, puis, de l'arrondissement de Marvejols de 1871 à 1876. Il distribue des albums le mettant en scène avec sa femme dans sa vie de préfet et de député soignant les cholériques, distribuant des secours aux nécessiteux et où figure le texte suivant: «Si nous faisions ici la part de nos faveurs, le comte aurait nos voix, la comtesse nos cœurs».
Il est aussi conseiller général pour le canton de Villefort de 1858 à 1874, et président de l'assemblée départementale de 1871 à 1873.
Il est élu sénateur orléaniste en 1876, poste qu’il occupe jusqu’en 1879. La même année il s’installe avec sa femme à Nice, dans le quartier Saint-Maurice. Il y achète une grande propriété où ils organisent de somptueuses réceptions. La propriété sera plus tard transformée en parc et en lotissements, dénommés le quartier des poètes.
Son frère cadet, Charles de Chambrun, lui succède comme député de 1876 à 1880. En 1898, leur cousin, Pierre de Chambrun, se fera à nouveau élire, et son propre fils, Gilbert de Chambrun, lui succèdera comme député en 1945.
Il écrivit divers ouvrages de sociologie et de philosophie.
Il est inhumé le 12 février 1899 au cimetière de Montmartre 25e division dans la chapelle de la famille Godard-Desmarest.

## Un philanthrope leplaysien
Devenu aveugle sur la fin de sa vie, il adhère aux idées de Le Play et tente de convaincre qu'il est nécessaire de transformer le système paternaliste autoritaire en un système fondé sur la justice et le droit, avançant l'idée d'un "conseil patronal", une institution qui serait représentative et consentie et qui irait jusqu'à se mêler de la direction de l'entreprise. En 1894, il fut l’un des fondateurs, quoique sans illusions, grâce à ses dons, du Musée social de Paris, auquel il légua son hôtel particulier 5, rue Las Cases et qu'il fit héritier d'une partie de sa fortune. Il lègua aussi huit actions à la compagnie de Baccarat, dont les intérêts et les dividendes devaient être attribués aux ouvriers et répartis chaque année par le conseil des actionnaires, tenu de consulter les salariés. Mais la direction de l'entreprise n'a pas vraiment respecté l'esprit de ce legs.

## Œuvres
- Joseph-Dominique-Aldebert Pineton de Chambrun : Wagner à Carlsrühe : l'artiste du siècle. Paris, Calmann Levy, 1898.
- Joseph-Dominique-Aldebert Pineton de Chambrun : Aélia. Une étude d'esthétique. Paris: G. Chamerot, 1890
- Joseph-Dominique-Aldebert Pineton de Chambrun : Nos historiens: Guizot, Tocqueville, Thiers. Paris, Calmann-Levy, 1888

## Source
- « Joseph Dominique Aldebert de Chambrun », dans Adolphe Robert et Gaston Cougny, Dictionnaire des parlementaires français, Edgar Bourloton, 1889-1891 [détail de l’édition] [texte sur Sycomore]